# 加藤光大 (俳優)
加藤 光大（かとう こうだい、1992年12月10日 - ）は、日本の男性俳優、殺陣師、脚本演出家。千葉県出身。血液型はA型。身長178cm。

## 人物
- クリエイティブユニット【ソフトボイルド】のメンバー。
- 特技は殺陣。

## 出演作品

### 舞台
2012年
- A☆ct Stage Vol.1 桃太郎外伝～ライズアップヒーロー!～桃組（2012年5月22日 - 27日、武蔵野芸術劇場小劇場）- 水鬼 役[1]
- 劇団歴史新大陸 第6回公演 助太刀御免! 真説四谷怪談!!（2012年10月11日 - 14日、笹塚ファクトリー）- 按摩の市 役[2]

2013年
- ゴブレイシアター バレンタイン公演 舞台版『まいっちんぐマチコ先生』（2013年2月11日 - 17日、シアターKASSAI）- 柴倉コイ太 役[3]
- Rooter Theater『魔界転生』（2013年3月27日 - 4月7日、新宿シアターモリエール / 大阪市立芸術創造館）- 戸田五太夫 役[4]
- 太。ちょい season6『楢山☆異邦人』（2013年7月16日 - 21日、シアターKASSAI）[5]
- A☆ct Stage Vol.4『ASU』（2013年8月8日 - 11日、南大塚ホール）- ホース 役[6]
- 『 #07:CASTLE 月虹に浮かぶ城』（2013年10月1日 - 7日、横浜相鉄本多劇場）- 事務員ジム 役[7]
- ACTOR'S TRASH ASSH別腹公演『針が指す彼方まで』（2013年10月23日 - 27日、シアターKASSAI）- 緑山慎也 役[8]
- Dance×Act レターズ・カラーズ（2013年12月21日 - 23日、横浜相鉄本多劇場）- 佐藤 役
- 『人狼 ザ・ライブプレイングシアター #08:MISSION The Castle Job』（2013年12月25日 - 31日、上野ストアハウス）- ジム 役

2014年
- 『人狼 ザ・ライブプレイングシアター #9:VILLAGE V 冬霧に冴ゆる村』（2014年1月4日 - 13日、上野ストアハウス）- 事務員ジム 役
- レトロゲームシアター第2弾 舞台 スペランカー Aコン（2014年2月19日 - 23日、上野ストアハウス）- リドル 役
- 人狼の王子様☆2nd season（2014年4月29日 - 5月11日、上野ストアハウス）- アウグスト 役[9]
- 演劇パフォーマンスユニット 六屋敷 三之助四左衛門助太郎九兵衛宗清 略名・六三四 第零回デビュー公演 『結び』（2014年8月4日、武蔵野芸能劇場）- 六道 役[10]

2015年
- 演劇パフォーマンスユニット 六屋敷 三之助四左衛門助太郎九兵衛宗清 略名・六三四 第零回公演Vol.2『結び〜追想〜』（2015年1月4日、大塚萬劇場）- シノ 役
- LIVE×STAGE ソングドリーマーズ☆（2015年5月8日 - 10日、上野ストアハウス）- 森下光宙 役[11]
- 演劇パフォーマンスユニット 六屋敷 三之助四左衛門助太郎九兵衛宗清 略名・六三四 第壱回本公演『刀神姫抄-TOUZINKIISHO-』（2015年6月18日 - 21日、新宿村Live）- 影松 役
- ［Otona Project 第一弾］演劇ユニット【爆走おとな小学生】旗揚げ公演『勇者セイヤンの物語(仮)』（2015年9月11日 - 13日、千本桜ホール）- サラブレッド 役
- ○組プロデュース殺陣舞台 「和組」×「六三四」コラボ公演 『カルティア城の聖石』（2015年10月9日 - 10日、新宿村Live）- ザイジン 役

2016年
- 演劇パフォーマンスユニット 六屋敷 三之助四左衛門助太郎九兵衛宗清 略名・六三四 第零回公演Vol.3『結び』（2016年1月5日、大塚萬劇場）- 六道 役
- プライム輪舞曲〜素数と宝剣と金庫の謎〜（2016年2月11日 - 15日、シアターKASSAI）- 吾郷実 役
- ［Otona Project 第三弾］演劇ユニット【爆走おとな小学生】第二回全校集会『勇者セイヤンの物語(真)』（2016年3月24日 - 27日、新宿村Live）- ラスボス 役
- 演劇パフォーマンスユニット 六屋敷 三之助四左衛門助太郎九兵衛宗清 略名・六三四 第弐回本公演『禁断の刃』（2016年5月12日 - 15日、中目黒キンケロシアター）- 杉田玄白 役
- ［Otona Project 第四弾］演劇ユニット【爆走おとな小学生】第二回課外授業『転校生革命』（2016年7月26日 - 31日、シアターKASSAI）- 清水 役
- 怪傑パンダース ファイナル公演 ファントム・チューニング（2016年8月24日 - 28日、新宿村LIVE）- 九条冬彦 役
- ［Otona Project 第五弾］演劇ユニット【爆走おとな小学生】第三回全校集会 『初等教育ロイヤル』（2016年11月23日 - 27日、新宿村LIVE）- 林くん 役

2017年
- わ組 本公演第3弾『Happy Spell』（2017年2月23日 - 26日、中目黒キンケロシアター）- アルク 役
- ［Otona Project 第七弾］演劇ユニット【爆走おとな小学生】第三回課外授業『私私私立下等高等学校〜3年1組異常科専攻〜再演』（2017年3月23日 - 26日、東長崎てあとるらぽう）- 鈴木 役
- 演劇パフォーマンスユニット 六屋敷 三之助四左衛門助太郎九兵衛宗清 略名・六三四 第参回本公演『多賀丸叙伝』（2017年4月20日 - 23日、中目黒キンケロシアター）- 新八 / 多賀丸 役
- ［Otona Project 第九弾］演劇ユニット【爆走おとな小学生】第四回全校集会『勇者セイヤンの物語(真)再演』（2017年7月26日 - 30日、CBGKシブゲキ!!）- ラスボス 役
- ［Otona Project 第十弾］演劇ユニット【爆走おとな小学生】第五回全校集会『勇者セイヤンの物語(仮)再演』（2017年11月8日 - 12日、CBGKシブゲキ!!）- ジャンブルドア 役
- ［Otona Project 第十一弾］演劇ユニット【爆走おとな小学生】第三回特別授業『ヲトメ噺〜女学生見聞録鍵奇譚〜』（2017年12月13日 - 17日、中目黒キンケロシアター）- ミス・スマイル 役

2018年
- ［Otona Project 第十二弾］演劇ユニット【爆走おとな小学生】第四回課外授業『スペシャルな恋もベタにオンリー』（2018年2月20日 - 25日、コフレリオ新宿シアター）- 達也 役
- ［Otona Project 第十三弾］演劇ユニット【爆走おとな小学生】第六回全校集会『初等教育ロイヤル-再演-』（2018年4月4日 - 8日、シアターサンモール）- 林くん 役
- ［Otona Project 第十四弾］演劇ユニット【爆走おとな小学生】第五回課外授業『ゴリラ〜GORILLA〜』（2018年4月18日 - 22日、中目黒キンケロシアター）- ニダル 役
- ［Otona Project 第十六弾］演劇ユニット【爆走おとな小学生】第六回課外授業『流さないラジオ』（2018年6月19日 - 24日、コフレリオ新宿シアター）
- ［Otona Project 第十七弾］演劇ユニット【爆走おとな小学生】第七回全校集会『勇者セイヤンの物語〜ノストラダム男の大予言〜』（2018年7月25日 - 29日、CBGKシブゲキ!!）- 草1 役[12]
- ［Otona Project 第十九弾］演劇ユニット【爆走おとな小学生】第七回課外授業『舞台版「魔法少女(？)マジカルジャシリカ」♡アニメ版なんてありません♡』（2018年11月7日 - 11日、シアターグリーン BIG TREE THEATER）
- ［Otona Project 第二十弾］演劇ユニット【爆走おとな小学生】第二十回公演記念授業『ヤキソバチルドレン』（2018年12月28日 - 30日、新宿村LIVE）

2019年
- ［Otona Project 第二十二弾］演劇ユニット【爆走おとな小学生】第八回全校集会『舞台版「魔法少女(？)マジカルジャシリカ」☆第壱磁マジカル大戦☆』（2019年3月13日 - 17日、シアターサンモール）- 悪の帝王タケザキテツオ 役[13]
- ［Otona Project 第二十三弾］演劇ユニット【爆走おとな小学生】第九回全校集会『舞台版「魔法少女(？)マジカルジャシリカ」♡アニメ版なんてありません♡-再演-』（2019年4月10日 - 14日、CBGKシブゲキ!!）- 竹崎ルーモンターン 役[14]
- ［Otona Project 第二十四弾］演劇ユニット【爆走おとな小学生】第十回全校集会『初等教育ロイヤル-再再演-』（2019年5月29日 - 6月2日、全労済ホール／スペース・ゼロ / 6月20日 - 23日、ABCホール）- 校長先生/じじい 役[15]
- ［Otona Project 第二十六弾］演劇ユニット【爆走おとな小学生】第十一回全校集会『舞台版「魔法少女(？)マジカルジャシリカ-マジカル零-ZERO-」』（2019年9月5日 - 16日、CBGKシブゲキ!!）- マジカル先生 役[16]
- ［Otona Project 第二十七弾］演劇ユニット【爆走おとな小学生】第十二回全校集会『勇者セイヤンの物語（仮）-再再演-』（2019年10月24日 - 28日、シアター1010）- ジャンブルドア 役[17]
- ［Otona Project 第二十八弾］演劇ユニット【爆走おとな小学生】第十三回全校集会『勇者セイヤンの物語（真）-再再演-』（2019年12月4日 - 8日、全労済ホール／スペース・ゼロ / 12月27日 - 30日、近鉄アート館）[18]

2020年
- ［Otona Project 第二十九弾］演劇ユニット【爆走おとな小学生】第十回課外授業『Office-9no1-』（2020年2月27日 - 3月2日、CBGKシブゲキ!! / 3月4日 - 8日、シアター1010）
- ［Otona Project Special Stage］演劇ユニット【爆走おとな小学生】第一回通信授業『パニッシュメントクレイン』（2020年5月16日 - 17日、ワーサルシアター）
- ［Otona Project Special Stage］演劇ユニット【爆走おとな小学生】第二回通信授業『〇〇学園人間観察部〜㊙︎bow厨賞受賞〜』（2020年6月20日 - 21日、MsmileBOX 渋谷）
- ［Otona Project 第三十弾］演劇ユニット【爆走おとな小学生】第十一回課外授業『春の陽だまりの如し』（2020年9月25日 - 27日、シアター1010）
- ［Otona Project 第三十一弾］演劇ユニット【爆走おとな小学生】第一回PTA会議『パニッシュメントクレイン』（2020年10月29日 - 11月1日、アトリエファンファーレ高円寺）
- ［Otona Project 第三十二弾］演劇ユニット【爆走おとな小学生】第十四回全校集会『初等教育ロイヤル』【白組】（2020年12月25日 - 27日、COOL JAPAN PARK OSAKA TTホール / 2021年1月1日、シアター1010）

2021年
- ［Otona Project 第三十三弾］演劇ユニット【爆走おとな小学生】第十五回全校集会『勇者セイヤンの物語〜ノストラダム男の大予言〜-再演-』（2021年1月21日 - 24日、オルタナティブシアター）- 草のオバサン 役[19]
- ［Soft Boiled Theater-1］クリエイティブユニット【ソフトボイルド】旗揚げ公演『タンブル・アンヘルズ』（2021年2月18日 - 21日、シアターグリーン BOX in BOX THEATER）[20]
- ［Otona Project 第三十五弾］第十六回全校集会『サイキック学園～青春超能力バトル～』（2021年5月12日 - 16日、こくみん共済 coopホール／スペース・ゼロ / 5月22日 - 23日、石川県こまつ芸術劇場うらら）
- ［Soft Boiled Theater-2］クリエイティブユニット【ソフトボイルド】Theater-2『ミッション・イン東京物語』（2021年6月23日 - 27日、CBGKシブゲキ!!）- 椿蛾恋 役[21]
- ［Otona Project 第三十六弾］演劇ユニット【爆走おとな小学生】第十四回全校集会『初等教育ロイヤル』【赤組】（2021年7月23日 - 25日、京都劇場）
- ［Soft Boiled Theater-3］クリエイティブユニット【ソフトボイルド】Theater-3『ゴールデン街の片隅で』（2021年8月18日 - 22日、シアターサンモール）[22]
- ［Otona Project 第三十七弾］演劇ユニット【爆走おとな小学生】－山田裕太引退記念授業－『漢のピリオド.～The Last Stage～』（2021年9月16 - 20日、CBGKシブゲキ!!）- 小次郎 役
- ［Soft Boiled Theater-4］クリエイティブユニット【ソフトボイルド】Theater-4『カルテットルーム』（2021年10月20日 - 24日、中目黒キンケロ・シアター）[23]
- ［Soft Boiled Theater-5］クリエイティブユニット【ソフトボイルド】Theater-5『和道ノ阿修羅』（2021年12月10日 - 12日、京都劇場）- 大蛇之一郎 役[24]

2022年
- ［Soft Boiled Theater-6］クリエイティブユニット【ソフトボイルド】Theater-6『戦国送球〜バトルボールズ〜』（2022年2月23日 - 27日、CBGKシブゲキ!!）- 小早川秀春 役[25]
- ［Soft Boiled Theater-7］クリエイティブユニット【ソフトボイルド】Theater-7『戦国送球〜バトルボールズ〜第二次真田合戦』（2022年4月6日 - 10日、シアター1010）- 小早川秀春 役[26]
- ［Otona Project 第四十弾］演劇ユニット【爆走おとな小学生】第十七回全校集会『戦国送球〜バトルガールズ〜』（2022年5月25日 - 29日、こくみん共済 coop ホール／スペース・ゼロ）- 小松姫 役[27]
- ［Soft Boiled Theater-8］クリエイティブユニット【ソフトボイルド】Theater-8『戦国送球〜バトルボールズ外伝〜天上天下唯我独尊』（2022年6月22日 - 26日、シアターサンモール）- 鮫島海斗 役[28]
- ［Soft Boiled Theater-9］クリエイティブユニット【ソフトボイルド】Theater-9 朗読劇『小生とアトムの世界列車』（2022年8月5日 - 7日、アトリエファンファーレ高円寺）[29]
- ［Otona Project 第四十二弾］演劇ユニット【爆走おとな小学生】第十八回全校集会『舞踏戦隊オドルンZファイター』（2022年9月16日 - 19日、シアターGロッソ）- 化膿凶華 役[30]
- ［Soft Boiled Theater-10］クリエイティブユニット【ソフトボイルド】Theater-10 朗読劇『人生一度だけの魔法』（2022年11月3日 - 6日、池袋シアターグリーン BASE THEATER）[31]
- -Urara Hinaga Produce Vol.1- 朗読劇『ネガイバナ』（2022年11月15日 - 20日、シアターグリーン BOX in BOX THEATER）- ナギ 役 ※15日・17日・20日のみ出演[32]
- ［Soft Boiled Theater-11］クリエイティブユニット【ソフトボイルド】Theater-11 朗読劇『名もなき士』（2022年12月9日 - 11日、参宮橋トランスミッション）[33]

2023年
- ［Soft Boiled Theater-12］クリエイティブユニット【ソフトボイルド】Theater-12 朗読劇『イヤホン』（2023年2月3日 - 5日、参宮橋トランスミッション）[34]
- ［Soft Boiled Theater-13］クリエイティブユニット【ソフトボイルド】Theater-13『戦国送球〜バトルボールズ〜大阪冬の陣』（2023年3月29日 - 4月2日、シアター1010）- 小早川秀春 役[35]
- 舞台『宇宙家族ヤマダさん～Super saiyAの逆襲～』（2023年5月31日 - 6月4日、こくみん共済 coop ホール/スペース・ゼロ）Mother tereshA（マザーテレシャ）役
- 朗読劇『マッチングアプリ:アップルボム(仮)』（2023年7月26日 - 30日、シアターサンモール）- 人型殺戮兵器ドミニカス太郎 役

2024年
- 青空メロディーズ～We are baseball girls!!～（2024年2月1日 - 2月4日、大塚・萬劇場） - 椿先生 役[36]
- ［Soft Boiled Theater-14］クリエイティブユニット【ソフトボイルド】Theater-14『夜明』（2024年2月29日 - 3月3日、シアターグリーン BIG TREE THEATER）- 高杉晋助 役
- 青空メロディーズ〜2nd melody〜（2024年7月24日 - 7月28日、新宿村LIVE） - 椿先生 役[37]
- 朗読劇『初等教育ロイヤル』（2024年8月21-25日、こくみん共済 coop ホール/スペース・ゼロ）-校長先生 役[38]
- 『アイディール・セミナー』（2024年12月11日 - 15日、新宿村LIVE) -ビューティ・ロケッツ役

2025年
- 『アイディール・セミナー/2nd session』（2025年4月9日 - 13日、シアターサンモール) -プリティ・オケッツ 役[39]
- ［Soft Boiled Theater-15］クリエイティブユニット【ソフトボイルド】Theater-15『ツミビト〜7つと1つの大罪〜』（2025年4月23日 - 27日 CBGKシブゲキ!!）-フローラ役
- 『アイディール・セミナー/Final  session』（2025年6月4日 - 8日、こくみん共済 coop ホール／スペース・ゼロ) -プリティ・オケッツ 役[40]

### テレビ
- テレビ朝日『紅リサーチ』
- テレビ東京『クローバー』
- CX『もう誘拐なんてしない』
- TBS『恋愛ニート』

### 映画
- ソングドリーマーズ（2016年1月9日 - 15日、シネマート新宿） - 森下光宙 役[41][42]

## 演出/脚本/脚色作品
六三四
- 六三四 第零回デビュー公演『結び』（2014年）
- 六三四 第零回公演Vol.2『結び〜追想〜』（2015年）
- 六三四 第壱回本公演『刀神姫抄-TOUZINKIISHO-』（2015年）
- 六三四 第零回公演Vol.3『結び』（2016年）
- 六三四 第弐回本公演『禁断の刃』（2016年）
- 六三四 第参回本公演『多賀丸叙伝』（2017年）

Otona Project
- ［Otona Project 第一弾］演劇ユニット【爆走おとな小学生】旗揚げ公演『勇者セイヤンの物語(仮)』（2015年）
- ［Otona Project 第三弾］演劇ユニット【爆走おとな小学生】第二回全校集会『勇者セイヤンの物語(真)』（2016年）
- ［Otona Project 第四弾］演劇ユニット【爆走おとな小学生】第二回課外授業『転校生革命』（2016年）※ OPED演出のみ
- ［Otona Project 第五弾］演劇ユニット【爆走おとな小学生】第三回全校集会『初等教育ロイヤル』（2016年）
- ［Otona Project 第六弾］演劇ユニット【爆走おとな小学生】第一回特別授業『46億年ゼミ』（2017年）
- ［Otona Project 第八弾］演劇ユニット【爆走おとな小学生】第二回特別授業『すてきな三にんぐみ』（2017年）
- ［Otona Project 第九弾］演劇ユニット【爆走おとな小学生】第四回全校集会『勇者セイヤンの物語(真)再演』（2017年）
- ［Otona Project 第十弾］演劇ユニット【爆走おとな小学生】第五回全校集会『勇者セイヤンの物語(仮)再演』（2017年）
- ［Otona Project 第十一弾］演劇ユニット【爆走おとな小学生】第三回特別授業『ヲトメ噺〜女学生見聞録鍵奇譚〜』（2017年）
- ［Otona Project 第十二弾］演劇ユニット【爆走おとな小学生】第四回課外授業『スペシャルな恋もベタにオンリー』（2018年）
- ［Otona Project 第十三弾］演劇ユニット【爆走おとな小学生】第六回全校集会『初等教育ロイヤル-再演-』（2018年）
- ［Otona Project 第十五弾］演劇ユニット【爆走おとな小学生】第四回特別授業『こっちにおいで、ジョセフィーヌ』（2018年）
- ［Otona Project 第十六弾］演劇ユニット【爆走おとな小学生】第六回課外授業『流さないラジオ』（2018年）
- ［Otona Project 第十七弾］演劇ユニット【爆走おとな小学生】第七回全校集会『勇者セイヤンの物語〜ノストラダム男の大予言〜』（2018年）
- ［Otona Project 第十八弾］演劇ユニット【爆走おとな小学生】第五回特別授業『あたしをくらえ。』（2018年）
- ［Otona Project 第十九弾］演劇ユニット【爆走おとな小学生】第七回課外授業『舞台版「魔法少女(？)マジカルジャシリカ」♡アニメ版なんてありません♡』（2018年）
- ［Otona Project 第二十弾］演劇ユニット【爆走おとな小学生】第二十回公演記念授業『ヤキソバチルドレン』（2018年）
- ［Otona Project 第二十一弾］演劇ユニット【爆走おとな小学生】第八回課外授業『CRIMINAL』（2019年）
- ［Otona Project 第二十二弾］演劇ユニット【爆走おとな小学生】第八回全校集会『舞台版「魔法少女(？)マジカルジャシリカ」☆第壱磁マジカル大戦☆』（2019年）
- ［Otona Project 第二十三弾］演劇ユニット【爆走おとな小学生】第九回全校集会『舞台版「魔法少女(？)マジカルジャシリカ」♡アニメ版なんてありません♡-再演-』（2019年）
- ［Otona Project 第二十四弾］演劇ユニット【爆走おとな小学生】第十回全校集会『初等教育ロイヤル-再再演-』（2019年）
- ［Otona Project 第二十六弾］演劇ユニット【爆走おとな小学生】第十一回全校集会『舞台版「魔法少女(？)マジカルジャシリカ-マジカル零-ZERO-」』（2019年）
- ［Otona Project 第二十七弾］演劇ユニット【爆走おとな小学生】第十二回全校集会『勇者セイヤンの物語（仮）-再再演-』（2019年）
- ［Otona Project 第二十八弾］演劇ユニット【爆走おとな小学生】第十三回全校集会『勇者セイヤンの物語（真）-再再演-』（2019年）
- ［Otona Project 第二十九弾］演劇ユニット【爆走おとな小学生】第十回課外授業『Office-9no1-』（2020年）
- ［Otona Project Special Stage］演劇ユニット【爆走おとな小学生】第一回通信授業『パニッシュメントクレイン』（2020年）
- ［Otona Project Special Stage］演劇ユニット【爆走おとな小学生】第二回通信授業『〇〇学園人間観察部〜㊙︎bow厨賞受賞〜』（2020年）
- ［Otona Project 第三十弾］演劇ユニット【爆走おとな小学生】第十一回課外授業『春の陽だまりの如し』（2020年）
- ［Otona Project Special Stage］演劇ユニット【爆走おとな小学生】林千浪1人芝居-Vol.1-『ワタシ祓イ』（2020年）
- ［Otona Project 第三十一弾］演劇ユニット【爆走おとな小学生】第一回PTA会議『パニッシュメントクレイン』（2020年）
- ［Otona Project 第三十二弾］演劇ユニット【爆走おとな小学生】第十四回全校集会『初等教育ロイヤル』【白組】（2020年）
- ［Otona Project 第三十三弾］演劇ユニット【爆走おとな小学生】第十五回全校集会『勇者セイヤンの物語〜ノストラダム男の大予言〜-再演-』（2021年）
- ［Otona Project 第三十五弾］演劇ユニット【爆走おとな小学生】第十六回全校集会『サイキック学園～青春超能力バトル～』（2021年）
- ［Otona Project 第三十六弾］演劇ユニット【爆走おとな小学生】第十四回全校集会『初等教育ロイヤル』【赤組】（2021年）
- ［Otona Project 第三十七弾］演劇ユニット【爆走おとな小学生】－山田裕太引退記念授業－『漢のピリオド.～The Last Stage～』（2021年）
- ［Otona Project 第四十弾］演劇ユニット【爆走おとな小学生】第十七回全校集会『戦国送球〜バトルガールズ〜』（2022年）
- ［Otona Project 第四十二弾］演劇ユニット【爆走おとな小学生】第十八回全校集会『舞踏戦隊オドルンZファイター』（2022年）
- ［Otona Project-Produce］演劇ユニット【爆走おとな小学生】朗読劇『カラフル』（2022年）
- ［Otona Project 第四十六弾］演劇ユニット【爆走おとな小学生】第十九回全校集会『宇宙家族ヤマダさん〜Super saiyAの逆襲〜』（2023年）
- ［Otona Project 第四十七弾］演劇ユニット【爆走おとな小学生】『マッチングアプリ:アップルボム(仮)』（2023年）
- ［Otona Project 第四十八弾］演劇ユニット【爆走おとな小学生】朗読劇『シアター』（2023年）
- ［Otona Project-Produce第五十弾］演劇ユニット【爆走おとな小学生】朗読劇『カラフル』再演　(2023年)
- ［Otona Project 第五十一弾］演劇ユニット【爆走おとな小学生】『ミキアカシ』（2023年）
- ［Otona Project 第五十二弾］演劇ユニット【爆走おとな小学生】朗読劇『マグロ釣ってきます。たくあん買っておいてください』（2024年）
- ［Otona Project 第五十六弾］演劇ユニット【爆走おとな小学生】朗読劇『初等教育ロイヤル』（2024年）
- ［Otona Project-Produce 第五十九弾］演劇ユニット【爆走おとな小学生】朗読劇『カラフル』（2024年）
- ［Otona Project 第六十弾］演劇ユニット【爆走おとな小学生】『アイディール・セミナー』（2024年）
- ［Otona Project 第六十二弾］演劇ユニット【爆走おとな小学生】『アイディール・セミナー/2nd session』（2025年）
- ［Otona Project 第六十三弾］演劇ユニット【爆走おとな小学生】『アイディール・セミナー/Final  session』（2025年）

○組
- ○組プロデュース殺陣舞台 「和組」×「六三四」コラボ公演 『カルティア城の聖石』（2015年）
- ○組本公演 再演！『大きな虹のあとで〜不動四兄弟〜』（2016年）

Soft Boiled Theater
- ［Soft Boiled Theater-2］クリエイティブユニット【ソフトボイルド】Theater-2『ミッション・イン東京物語』（2021年）
- ［Soft Boiled Theater-4］クリエイティブユニット【ソフトボイルド】Theater-4『カルテットルーム』（2021年）
- ［Soft Boiled Theater-5］クリエイティブユニット【ソフトボイルド】Theater-5『和道ノ阿修羅』（2021年）
- ［Soft Boiled Theater-6］クリエイティブユニット【ソフトボイルド】Theater-6『戦国送球〜バトルボールズ〜』（2022年）
- ［Soft Boiled Theater-7］クリエイティブユニット【ソフトボイルド】Theater-7『戦国送球〜バトルボールズ〜第二次真田合戦』（2022年）
- ［Soft Boiled Theater-8］クリエイティブユニット【ソフトボイルド】Theater-8『戦国送球〜バトルボールズ外伝〜天上天下唯我独尊』（2022年）
- ［Soft Boiled Theater-13］クリエイティブユニット【ソフトボイルド】Theater-13『戦国送球〜バトルボールズ〜大阪冬の陣』（2023年）

他
- ワイルドハニープロデュース『TERMINAL』（2017年）
- 演劇ユニット【メイホリック】メイホリックシアター07 舞台『マジでトキメけ☆少女たち!! ～全国高校生エネルギッシュ選手権大会～』（2022年）
- -Urara Hinaga Produce Vol.1- 朗読劇『ネガイバナ』（2022年）
- 朗読劇『異世界転生したら大恐竜時代でオワタ。～氷河期で奮闘編～』2023年6月29日- 7月2日（コフレリオ 新宿シアター ）[43]
- 青空メロディーズ～We are baseball girls!!～
- 青空メロディーズ〜2nd melody〜 （2024年7月24-28日 新宿村LIVE)[44]
- 青空メロディーズ〜3nd melody〜（2025年1月16-19日  CBGKシブゲキ‼）[44]
- 青空メロディーズ〜Last melody〜　（2025年7月24-27日  CBGKシブゲキ‼）[45]